# Lilia Ahaimova
Lilia Akhaimova (în rusă Лилия Ахаимова; n. 17 martie 1997, Vladivostok, Rusia) este o gimnastă artistică ce a reprezentat Rusia, medaliată olimpică. A participat la o ediție a Jocurilor Olimpice (2020) în care a câștigat o medalie de aur.

## Cariera sportivă și performanțe notabile
Lilia Akhaimova este o gimnastă artistică rusă, cunoscută pentru contribuția sa la succesul echipei naționale. S-a remarcat în special prin forța sa la sărituri și la sol.

### Participări Olimpice
La Jocurile Olimpice de vară din 2020 de la Tokyo (desfășurate în 2021 din cauza pandemiei), Lilia Akhaimova a făcut parte din echipa Comitetului Olimpic Rus (ROC), alături de Angelina Melnikova, Viktoria Listunova și Vladislava Urazova. Echipa ROC a avut o performanță excepțională, reușind să câștige medalia de aur în proba pe echipe feminin, devansând echipa Statelor Unite ale Americii, care dominase această probă în ultimele decenii. Aceasta a fost o victorie istorică pentru gimnastica rusă feminină.

### Alte competiții majore
Pe lângă succesul olimpic, Akhaimova a obținut rezultate notabile și la alte competiții internaționale:
- A câștigat mai multe medalii la Campionatele Mondiale de Gimnastică Artistică, inclusiv medalii de argint cu echipa.
- A participat la Campionatele Europene de Gimnastică Artistică, unde a contribuit la o medalie de aur pentru echipa Rusiei.
- A fost o prezență constantă în echipa națională a Rusiei la marile competiții.